# Koninklijke Sint-Hubertusgalerijen
De Koninklijke Sint-Hubertusgalerijen (Frans: Galeries royales Saint-Hubert) vormen een complex van drie met glas overdekte winkelgalerijen in het centrum van Brussel, namelijk de Koningsgalerij, de Koninginnegalerij en de Prinsengalerij.
De galerijen zijn samen 230 meter lang en 8 meter hoog. Er zijn verschillende winkels, cafés en eetgelegenheden in gevestigd, evenals het MLM - Museum voor brieven en manuscripten. In het zuiden komt de Koninginnegalerij uit op de Grasmarkt in de buurt van de Grote Markt. 

## Geschiedenis
De galerijen zijn gelegen in de wijk Ilot Sacré. Ze werden ontworpen in 1837 door de in Kampen geboren jonge architect Jean-Pierre Cluysenaar, en gebouwd in 1846. De naam komt van de vroegere Sint-Hubertusstraat die liep van de Grasmarkt tot de Beenhouwersstraat.
Op 1 maart 1896 vond hier in een zaal van de krant La Chronique de eerste filmvoorstelling in België plaats, gepresenteerd door de gebroeders Lumière.

## Galerij

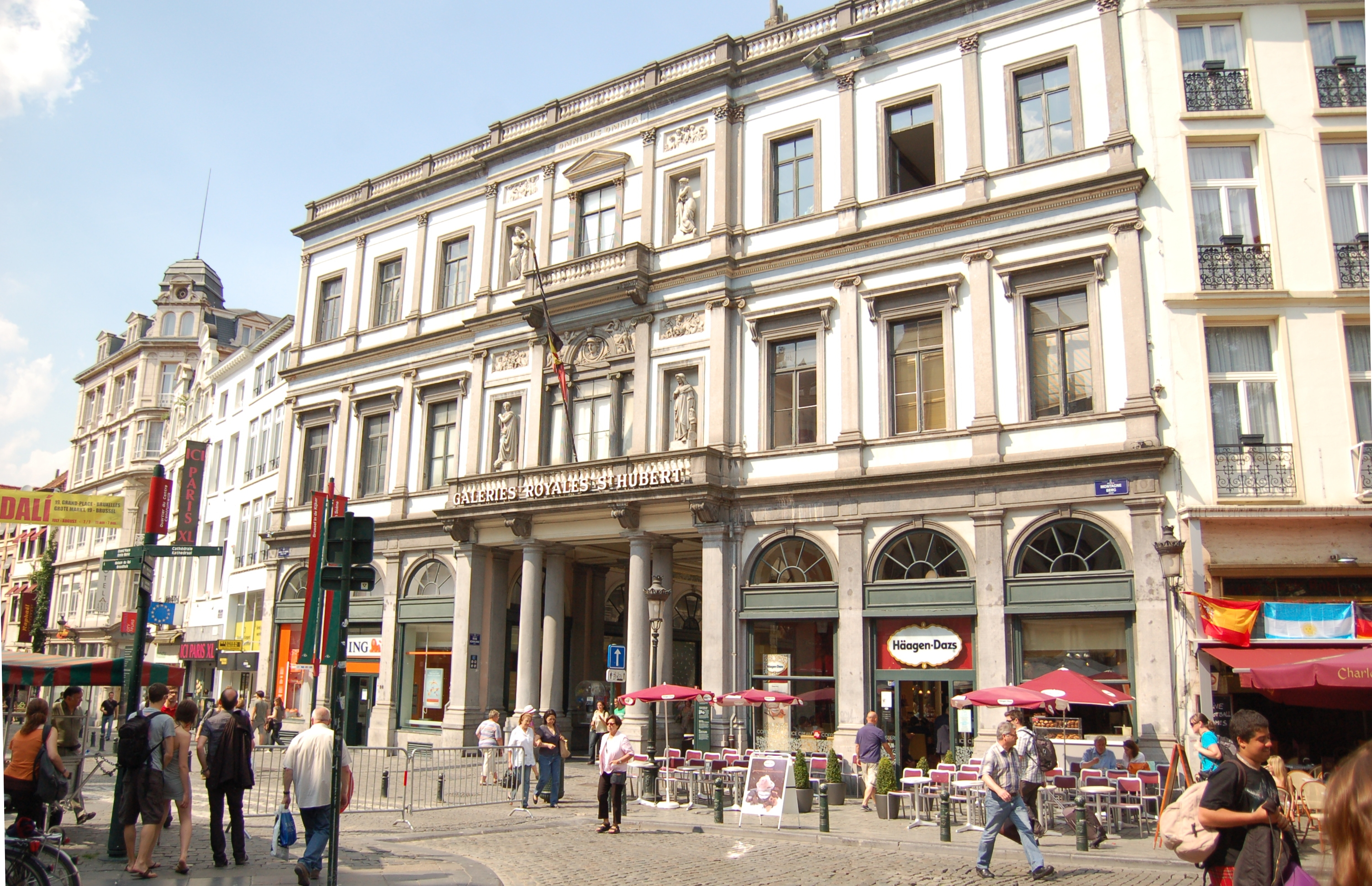
Zuidelijke ingang aan de Grasmarkt
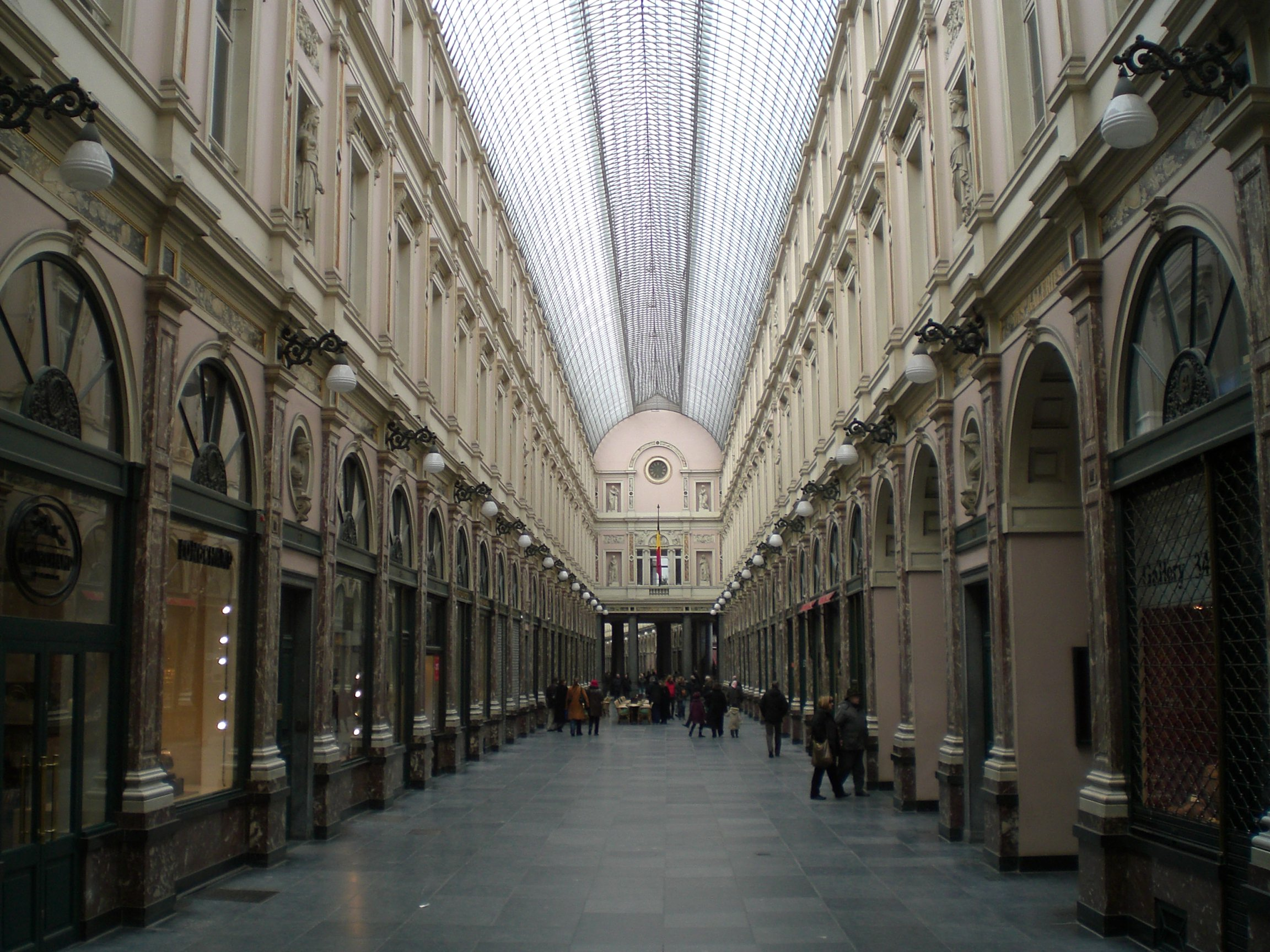
Koningsgalerij
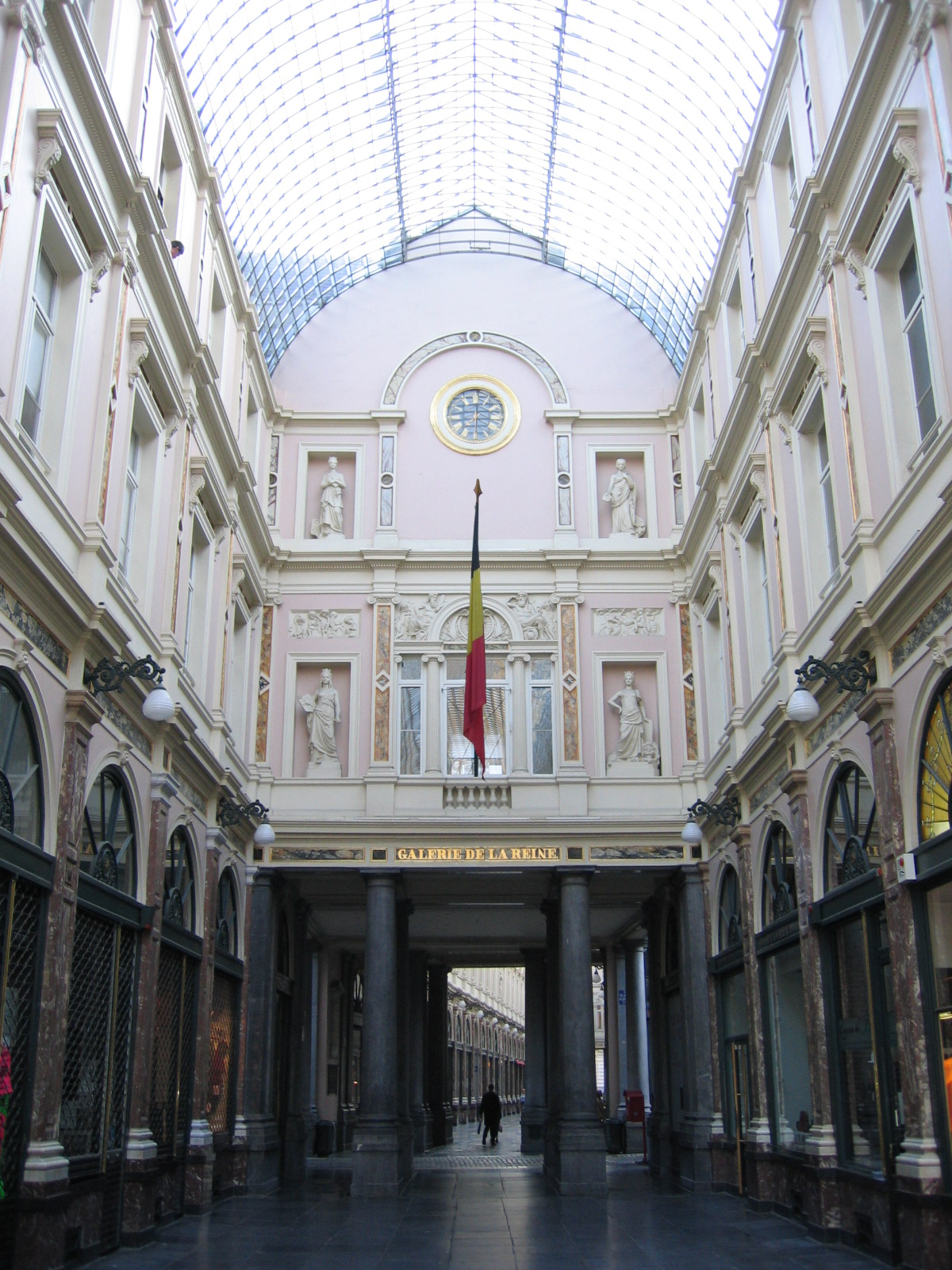
Koninginnegalerij
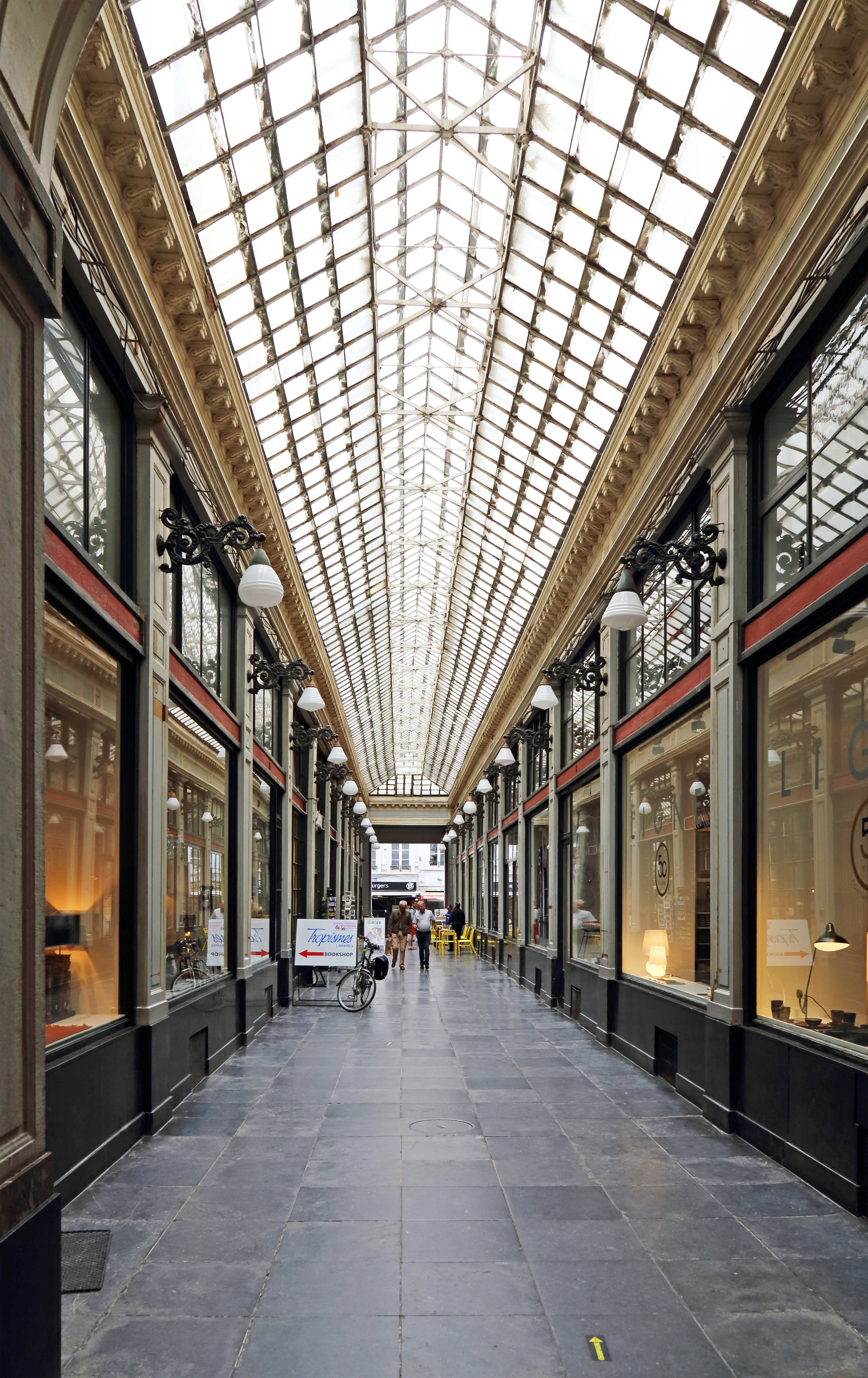
Prinsengalerij
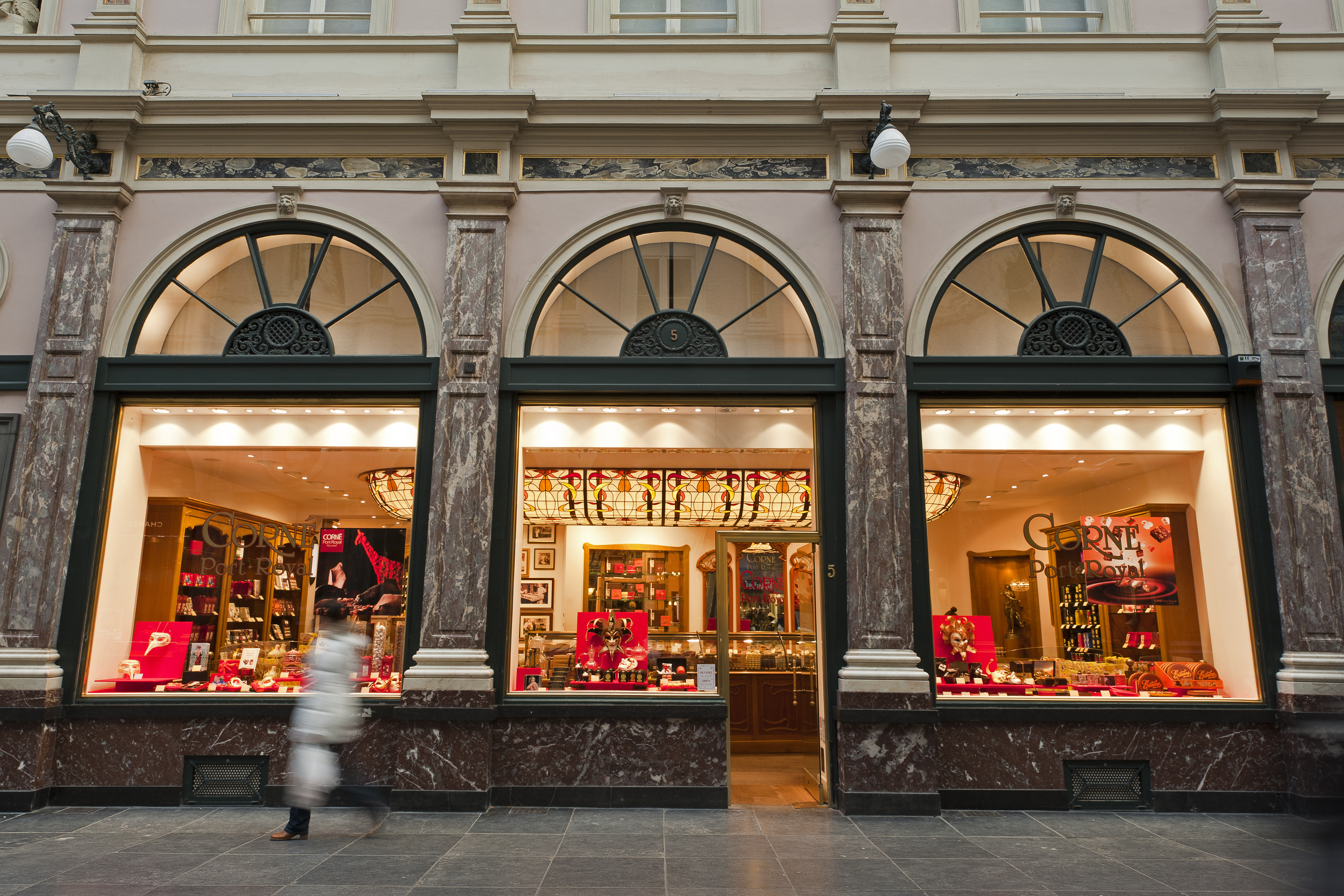
Chocoladewinkel

## Referentie
- Sint-Hubertusgalerijen